# Mandrak
Mandrak je strip junak (SAD), mađioničar čija umijeća nadilaze umijeća običnih iluzionista.

## Podaci o strip junaku
Mandrak (Mandrake the Magician) bio je prvi kostimirani borac protiv zločina s posebnim moćima (pojavio se četiri godine prije Supermana). Glavna mu je čudotvorna osobina da hipnotičkom gestom i gledanjem u oči navede ljude da povjeruju bilo što.

## Podaci o autoru
Mandraka je izmislio Lee Falk 1924., kad je imao 19 godina. Dvije godine kasnije prodao je prava udruzi King Features Syndicate. Crtanje je preuzeo Phil Davis. Strip je postigao velik uspjeh zbog Falkovih uzbudljivih priča i Davisova "čistog" stila, koji pomalo podsjeća na art deco.